# Lake Eucumbene
Der Lake Eucumbene entstand im Rahmen des Snowy-Mountains-Systems durch einen Erddamm, der den Eucumbene River in den Snowy Mountains im Süden von New South Wales in Australien aufstaut. Der See ist etwa 40 Kilometer von Cooma und etwa 80 Kilometer von Canberra entfernt. Der größte Stausee von insgesamt 16 Stauseen des Snowy-Mountains-Systems liegt etwa 1200 Meter über Meereshöhe. 
Der Staudamm ist 116 m hoch und am Fuß 636 m breit. Der künstlich angelegte Stausee soll neunmal so viel Wasser wie der Natur-Hafen von Sydney fassen. Der Damm wurde zwischen 1956 und 1958 erbaut. Der See liegt im Kosciuszko-Nationalpark.
In den Lake Eucumbene mündet der Eucumbene River, ein Tunnel aus dem Tumut Pondage und Wasser aus dem Tantangara-Staudamm.
Als der Damm geflutet wurde, ging die Ortschaft Adaminaby unter, die auf der Seite des Snowy Mountains Highway lag. Sie wurde an anderer Stelle wieder errichtet und ist die nächstgelegene Ortschaft zum See. Bei niedrigem Wasserstand sind die Holzpfosten-Fundamente der alten Gebäude erkennbar. Im See fischen Touristen nach Forellen, nach Regenbogenforelle und brauner Forelle. Die Fische wurden eingesetzt und deshalb befinden sich auch Lachse im See.

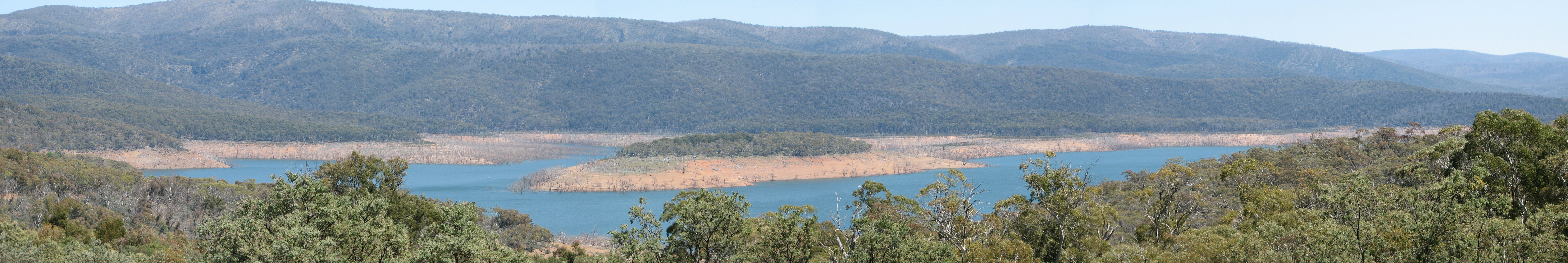
Panoramabild des Lake Eucumbene